# Colom imperial cremós
El colom imperial cremós (Ducula subflavescens) és una espècie d'ocell de la família dels colúmbids (Columbidae) que habita boscos i manglars de l'Arxipèlag Bismarck.